# Liquid Sunshine
Albums de Keziah Jones
African Space Craft
(1995) Black Orpheus
(2003)

Liquid Sunshine est un album de Keziah Jones sorti en 1999.

## Titres
| No  | Titre                     | Durée |
| --- | ------------------------- | ----- |
| 1.  | Hello Heavenly            |       |
| 2.  | God's Glory               |       |
| 3.  | Liquid Sunshine           |       |
| 4.  | New Brighter Day          |       |
| 5.  | Runaway                   |       |
| 6.  | Don't Forget              |       |
| 7.  | Phased                    |       |
| 8.  | I'm Known                 |       |
| 9.  | Sunshineshapedbulletholes |       |
| 10. | Functional                |       |
| 11. | Stabilah                  |       |
| 12. | Wounded Lovers Son        |       |
| 13. | Teardrops Will Fall       |       |